# José Babini

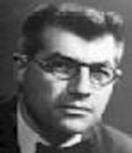
José Babini

José Babini (* 10. Mai 1897 in Buenos Aires; † 18. Mai 1984 ebenda) war ein argentinischer Wissenschaftshistoriker (Geschichte der Mathematik und Naturwissenschaften) und Mathematiker.
Babini arbeitete für eine Baufirma, deren Besitzer sein mathematisches Talent erkannten und ihm das Studium ermöglichten. Ab 1918 studierte er in Buenos Aires. 1921 machte er einen Abschluss als Lehrer für Naturkunde und Mathematik und 1922 erhielt er sein Diplom als Bauingenieur. Schon 1917 kontaktierte er auch den bekannten spanischen Mathematiker Rey Pastor. Statt als Bauingenieur zu arbeiten, lehrte er Mathematik an der Fakultät für Industrielle Chemie der Universidad Nacional del Litoral in Rosario (Santa Fe). Er führte dort neue Methoden der numerischen Mathematik ein und galt als führender argentinischer Experte auf diesem Gebiet. Anschließend unterrichtete er an der Fakultät für Erziehungswissenschaften (Facultad de Ciencias de la Educación) in Paraná und am Colegio Nacional y la Escuela Industrial. Als Aldo Mieli 1938 aus Paris nach Argentinien kam, gründeten dieser und Babini an der Universidad Nacional del Litoral in Rosario das Instituto de Historia y Filosofía de la Ciencia (mit Unterstützung von Rey Pastor). Es bestand bis 1943. Babini gab die Zeitschrift Archeion von Mieli mit heraus und mit Mieli die Reihe Panorama general de historia de la ciencia in 12 Bänden (mit Desiderio Papp, mit dem er den Band über Exakte Wissenschaften im 19. Jahrhundert schrieb). 
Er war ein bedeutender Wissenschaftsorganisator in Argentinien. 1955 bis 1966 war er Dekan der Facultad de Ciencias Exactas y Naturales der Universidad Nacional in Buenos Aires. 1957 war er Rektor und Interimsdirektor der neu gegründeten Universidad Nacional del Nordeste. Er stand auch dem neu gegründeten Universitätsverlag Argentiniens EUDEBA (Editorial Universitaria de Buenos Aires) vor.
Er war im Herausgebergremium von Historical studies in the physical sciences und war Mitgründer von Quipu.
Von ihm stammen zahlreiche Bücher (69) und Aufsätze sowie Übersetzungen. Insbesondere veröffentlichte er auch die ersten Bücher über die Geschichte der Wissenschaften in Argentinien selbst.

## Schriften
- mit J. Rey Pastor: Historia de la matemática, 1953
- Biografía de los infinitamente pequeños, 1957 (Biographie des unendlich Kleinen)
- Historia sucinta de la matemática, 1953
- Origen y naturaleza de la ciencia, 1947
- Arquímedes, 1948
- Historia de la ciencia argentina, 1951
- La evolución del pensamiento cientifico en la Argentina, 1953
- El saber en la historia, 1971
- El siglo de las luces: ciencia y tecnología, 1971
- Historia de la medicina, 1980